# 多布希納

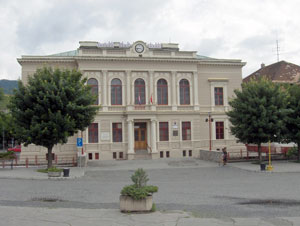

多布希納是斯洛伐克的城鎮，位於該國中部紹約河畔，由科希策州負責管轄，面積82.73平方公里，海拔高度468米，2005年人口5,125，其中三成居民信奉羅馬天主教。

## 友好城市
- 捷克施滕貝克 1997年
- 德国泰斯通根 1999年
- 匈牙利紹約聖彼得 2000年
- 波蘭Kobiór 2007年
- 匈牙利魯道巴尼奧 2011年

## 外部連結
- Official website（页面存档备份，存于） （斯洛伐克文）